# Глібов Юрій Миколайович
Георгій (Юрій) Миколайович Глібов (1873–1926) — російський офіцер, громадський діяч і політик, член Державної думи від Чернігівської губернії.

## Життєпис
Народився 20 лютого (4 березня) 1873 року. Походив із спадкових дворян Чернігівської губернії. Землевласник Ніжинського повіту (700 десятин).
Закінчив Володимирський Київський кадетський корпус (1891) та Миколаївське кавалерійське училище (1893), звідки був направлений корнетом у 17-й драгунський Волинський полк.
18 січня 1894 переведений до 36-го драгунського Охтирського полку, 12 листопада 1896 — до 52-го драгунського Ніжинського полку. 15 березня 1898 року отримав звання поручника. 8 червня 1898 року вийшов у запас армійської кавалерії Ніжинського повіту.
Після виходу в запас оселився у своєму маєтку Ніжинського повіту. Того ж року був призначений земським начальником 1-ї ділянки повіту. Обирався гласним Ніжинських повітових та Чернігівських губернських земських зборів (з 1901), а також ніжинським повітовим предводителем дворянства (1905—1911).
Перебував у складі виборщиків у І та II Державні думи. У 1907 був обраний членом III Державної думи від Чернігівської губернії. Входив до фракції «Союзу 17 жовтня», був товаришем голови фракції. Працював товаришем голови комісії з місцевого самоврядування, а також членом комісій: фінансовою, з питань переселення.
Після Жовтневого перевороту перебував у еміграції — спочатку у Німеччині, потім у Франції. Працював товаришем голови Політичного об'єднаного комітету та головою Союзу взаємодопомоги російських громадян у Данцигу. Помер 3 січня 1926 року у Віль-д'Авре (Франція).